# Vivienne Medrano
Vivienne Medrano (Frederick, Maryland, 28 de octubre de 1992) conocida en línea como VivziePop, es una animadora, creadora de cómics, ilustradora y actriz de voz estadounidense  conocida por crear las webséries animadas: Hazbin Hotel, Helluva Boss y el webcómic ZooPhobia.

## Carrera

### Trabajos tempranos
Antes de unirse a YouTube, Medrano trabajó como asistente en una película de comedia de terror de tesis de Zach Bellissimo titulada Blenderstein, en 2011.
Antes de lanzar su canal actual "VivziePop", Medrano lanzó su primer canal, "xZoOPhobiAx", que presenta animaciones de ZooPhobia.
Medrano lanzó su canal de YouTube bajo el nombre de usuario "VivziePop" en 2012, creando una audiencia en línea dedicada, que disfrutó de sus fan arts y creaciones originales. También en 2012, comenzó un webcómic titulado ZooPhobia, que se publicó hasta 2016 y finalizó para poder encontrar más tiempo para desarrollar Hazbin Hotel. Medrano dirigió su primer cortometraje de animación, titulado "The Son of 666" en 2013. Medrano estrenó su película de tesis de cuarto año titulada "Timber" en 2014, por la que ganó un premio Dusty en "Logro destacado en animación de personajes". Medrano nombró la película en honor a la canción del mismo nombre de Pitbull y Kesha, y su partitura también contenía homenajes a la canción. En octubre de 2014, lanzó un vídeo musical animado para la canción "Die Young" de Kesha, que acumuló más de 50 millones de visitas en octubre de 2019. Como resultado, se volvió "relativamente conocida" en línea por su animación y obras de arte, algunas de las cuales compartió en su canal.
Medrano recibió una Licenciatura en Bellas Artes y se graduó de la Escuela de Artes Visuales en agosto de 2014. Trabajó como animadora independiente durante dos años. Continuó trabajando en su webcomic ZooPhobia hasta 2016, cuando lo terminó para centrar su atención en Hazbin Hotel. Hazbin Hotel se financiaría mediante crowdfunding a través de Patreon.

### SpindleHorse Toons
Medrano fundó el estudio de animación SpindleHorse Toons, bajo el cual se estrenarían el piloto de Hazbin Hotel, el piloto y primera temporada de Helluva Boss, y varios cortos animados. Medrano se desempeña como directora, escritora y diseñadora de personajes de SpindleHorse Toons. En una entrevista con Cartoon Brew, dijo que gran parte del piloto del Hazbin Hotel fue financiado con dinero de su Patreon, en lugar de ingresos del algoritmo de YouTube.  La compañía Horseless Cowboy ayudó a Medrano con el casting de voces durante la primera temporada de Helluva Boss, con Richard Steven Horvitz como director de voz. Cartoon Brew la describió como un "modelo de éxito independiente en la animación".
En octubre de 2019, se lanzó el episodio piloto de Hazbin Hotel en el canal de YouTube de Medrano. En noviembre de 2019, también se lanzó el piloto de Helluva Boss en su canal de YouTube. En julio de 2020, Medrano lanzó un video musical animado para Hazbin Hotel llamado "Addict", con la canción de Silva Hound del mismo nombre. En agosto de 2020, A24 eligió Hazbin Hotel para una serie completa. Animation Magazine dijo que A24 estaba dando un "paso audaz" al retomar la serie. En 2023, el académico Ben Mitchell describió Hazbin Hotel y Helluva Boss de Medrano como series que eran "sensacionalmente populares" y un uso eficaz de Patreon para subsidiar el arte del programa "mediante pagos mensuales escalonados".
El 30 de septiembre de 2020, Medrano estrenó un cortometraje animado titulado "Bad Luck Jack", basado en ZooPhobia. El corto fue nominado y ganó el premio Ursa Major en la categoría "Mejor trabajo corto dramático". El corto también figura como "Trabajo corto dramático antropomórfico recomendado" en el sitio web del Premio Ursa Major.

### Otros trabajos
De 2017 a 2019, trabajó como animadora en la serie de DreamWorksTV de Nico Colaleo, Too Loud. Calificó su experiencia en la serie como "un placer". También trabajó como diseñadora de personajes en la serie. En marzo de 2021, se informó que era socia de Redefine Entertainment, sociedad gestora formada por Jairo Alvarado, Tony Gil y Max Goldfarb.

## Vida personal
Medrano nació en Frederick, Maryland y es estadounidense. Se interesó en la animación cuando vio la película Bambi de Disney. Comenzaría a usar programas de arte como MS Paint en tercer grado. Creció como presbiteriana y fue a la iglesia a cuestionar muchas historias de la Biblia, en particular Adán, Eva y Lucifer. Su arte temprano estuvo fuertemente influenciado por Invasor Zim, se mudaría a la ciudad de Nueva York y comenzó a asistir a la Escuela de Artes Visuales en septiembre de 2010 y luego se graduaría en 2014. Medrano es bisexual.
En una entrevista de enero de 2024 tras el lanzamiento de Hazbin Hotel en Amazon Prime Video, se describió a sí misma como una "mujer queer en Internet que hizo algo popular" y se relacionó con su personaje Charlie Morningstar, diciendo que tanto ella como Charlie están en una "posición de luchar batallas cuesta arriba para que nuestros sueños existan". Anteriormente, Medrano se había descrito a sí misma, en las redes sociales, como una "estadounidense orgullosa 'ardiente'" y dijo que Vaggie era el personaje con el que más se identificaba, diciendo que Vaggie y Charlie "se sienten como lados de [ella] misma".

## Filmografía

### Cortos
| Título          | Año  | Acreditada | Acreditada | Acreditada | Acreditada     | Acreditada | Papel | Notas                     |
| Título          | Año  | Directora  | Escritora  | Productora | Animadora/Arte | Otro(s)    | Papel | Notas                     |
| --------------- | ---- | ---------- | ---------- | ---------- | -------------- | ---------- | ----- | ------------------------- |
| "Blanderstein"  | 2011 | No         | No         | No         | No             | Sí         | N/A   | Asistente                 |
| "Son of 666"    | 2013 | Sí         | Sí         | No         | No             | No         | N/A   | Creadora                  |
| "Timber"        | 2014 | Sí         | No         | No         | No             | No         | N/A   | Creadora                  |
| "Bad Luck Jack" | 2020 | Sí         | Sí         | No         | Sí             | No         | N/A   | Cortometraje de ZooPhobia |

### Web series
| Título                | Año(s)        | Acreditada | Acreditada           | Acreditada | Acreditada     | Acreditada | Papel de voz          | Notas                                |
| Título                | Año(s)        | Escritora  | Productora ejecutiva | Directora  | Animadora/Arte | Actriz     | Papel de voz          | Notas                                |
| --------------------- | ------------- | ---------- | -------------------- | ---------- | -------------- | ---------- | --------------------- | ------------------------------------ |
| Too Loud'             | 2017–2019     | No         | No                   | No         | Sí             | No         | Sarah                 | Animadora y diseñadora de personajes |
| Hazbin Hotel          | 2019–presente | Sí         | Sí                   | Sí         | Sí             | No         | N/A                   | Creadora                             |
| Helluva Boss          | 2019–presente | Sí         | Sí                   | Sí         | Sí             | No         | Keenie                | Creadora                             |
| Helluva Boss          | 2019–presente | Sí         | Sí                   | Sí         | Sí             | No         | Deerie                | Creadora                             |
| Helluva Boss          | 2019–presente | Sí         | Sí                   | Sí         | Sí             | No         | Grocery store cashier | Creadora                             |
| Ollie & Scoops [en]   | 2019–presente | No         | No                   | No         | No             | Sí         | Poopsie St. Pierre    | [ 45 ]                               |
| Eddsworld             | 2021          | No         | No                   | No         | No             | Sí         | Pintora de rostro     | Episodio: "The Beaster Bunny"        |
| Normal British Series | 2021–22       | No         | No                   | No         | No             | Sí         | Buttmunch             | Episodio: "Being British"            |

### Web short
| Título             | Año  | Acreditada | Acreditada           | Acreditada | Acreditada     | Acreditada | Papel de voz | Notas                                         |
| Título             | Año  | Escritora  | Productora ejecutiva | Directora  | Animadora/Arte | Actriz     | Papel de voz | Notas                                         |
| ------------------ | ---- | ---------- | -------------------- | ---------- | -------------- | ---------- | ------------ | --------------------------------------------- |
| Haunted Sex Toys   | 2021 | No         | No                   | No         | No             | Sí         | N/A          | Episode: "Being British" como cliente de Café |
| Helluva Boss Wins! | 2023 | No         | No                   | No         | No             | Sí         | N/A          | Ella misma                                    |

### Videos musicales
| Año  | Título                                | Artista             |
| ---- | ------------------------------------- | ------------------- |
| 2024 | "Polkamania!" (Segmento de "Vampire") | "Weird Al" Yankovic |